# X線岩石化学用惑星計器

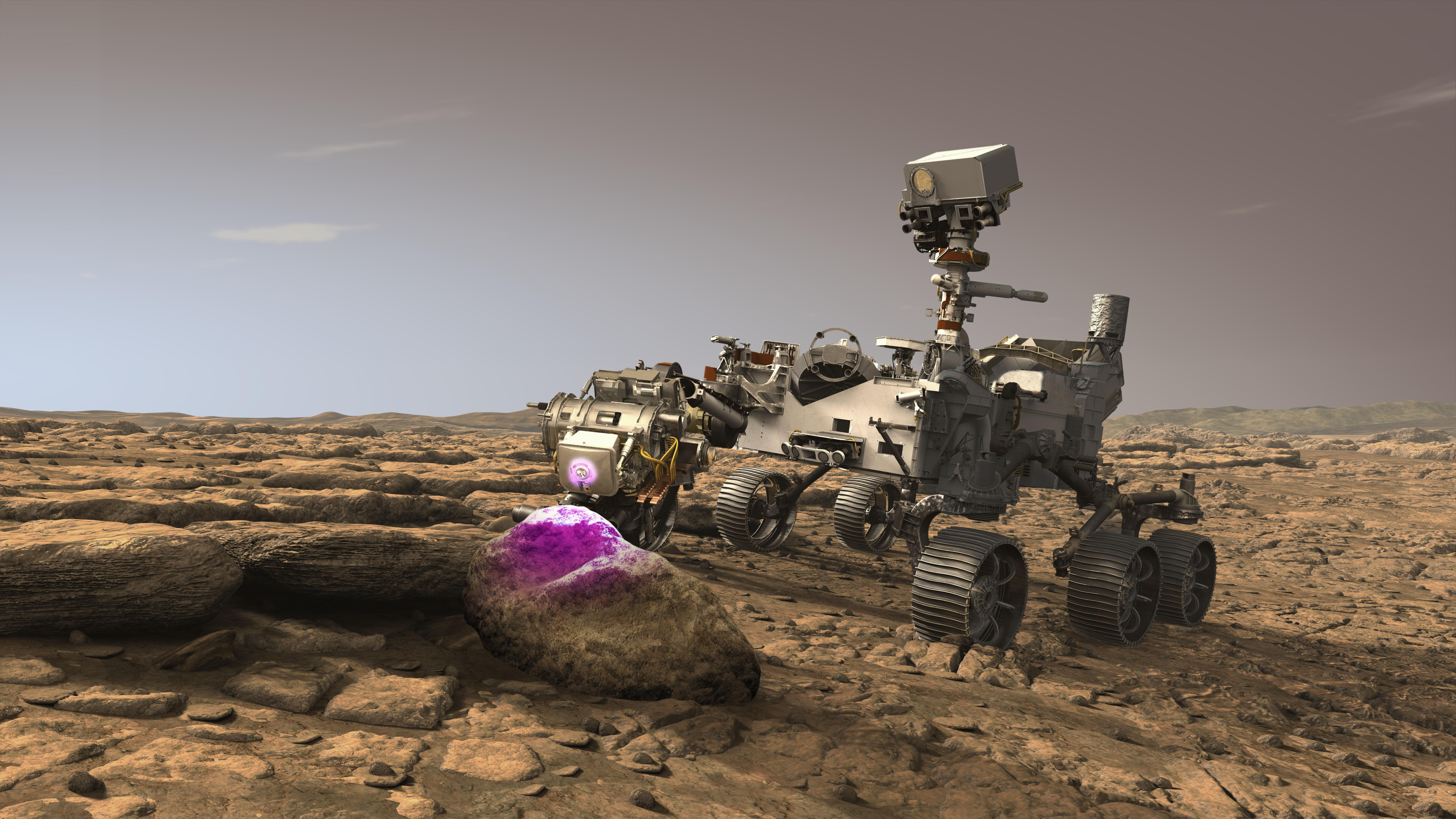
火星パーサヴィアランスローバー - PIXLは岩を研究（アーティストの概念）

X線岩石化学用惑星計器（エックスせんがんせきかがくようわくせいけいき、英語: Planetary Instrument for X-Ray Lithochemistry（PIXL））は、マーズ2020ミッションの一環として、パーサヴィアランスローバー用に設計された火星表面材料の微細な要素組成を決定するための蛍光X線分析装置。
PIXLは、NASAジェット推進研究所によって製造されている。

## 科学的目的
この機器の科学的目的は次のとおり。
1. 過去の環境、居住性、および生命存在指標の保存の可能性に関する詳細な地球化学的評価を提供する。
2. 遭遇する可能性のある化学バイオシグネチャーを検出し、検出された他のタイプの潜在的なバイオシグネチャーの地球化学を特徴付ける。
3. 地球に帰還するための、興味深いサンプルのセットを選択するための詳細な地球化学の基礎を提供する。

## ギャラリー

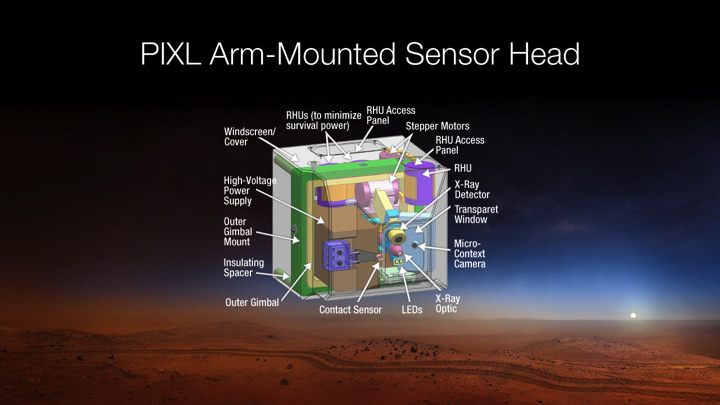
パーサヴィアランスローバー - PIXL（2014年7月31日）。

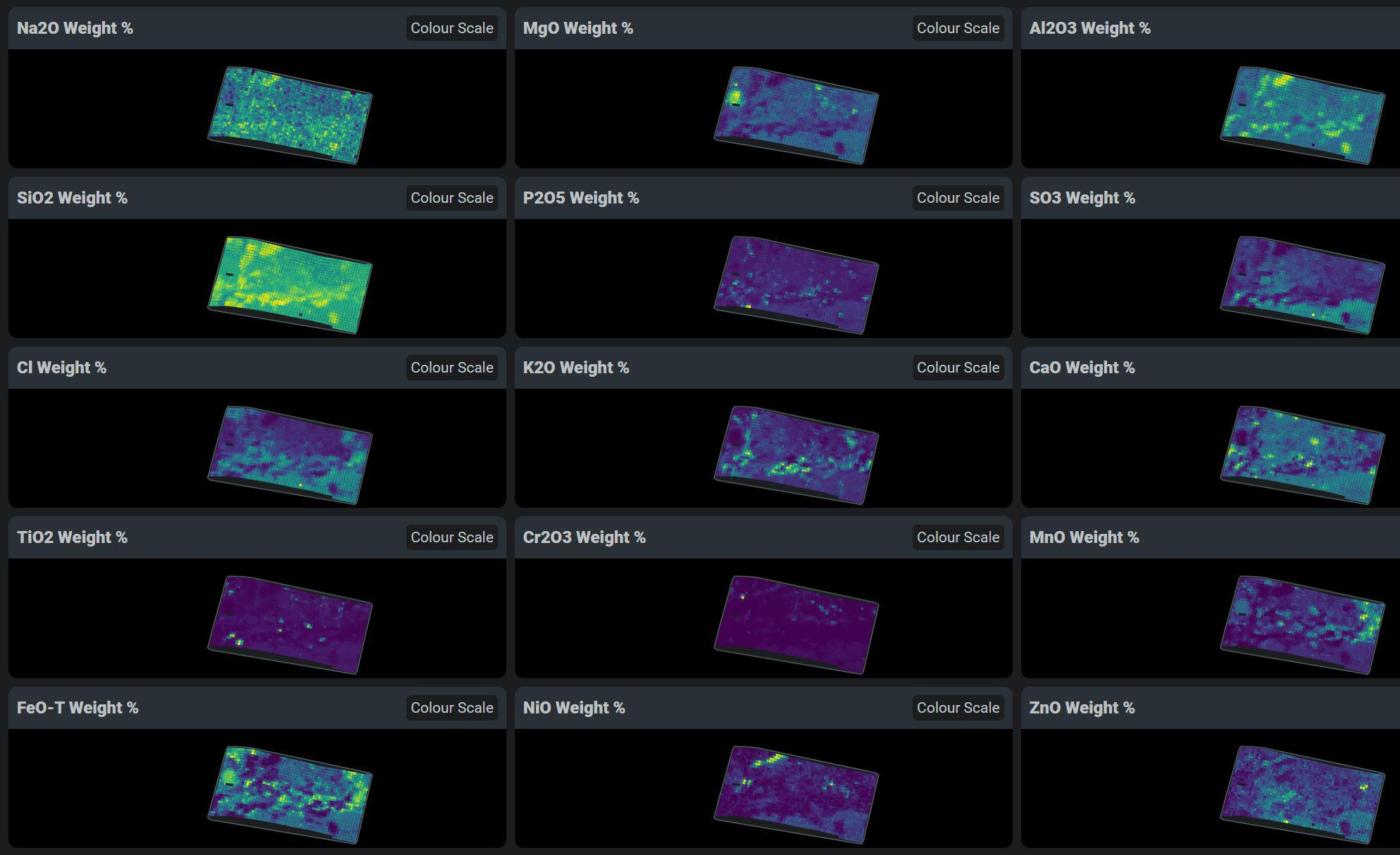
PIXL - 火星の岩のリストの最初の化学地図（2021年7月20日）

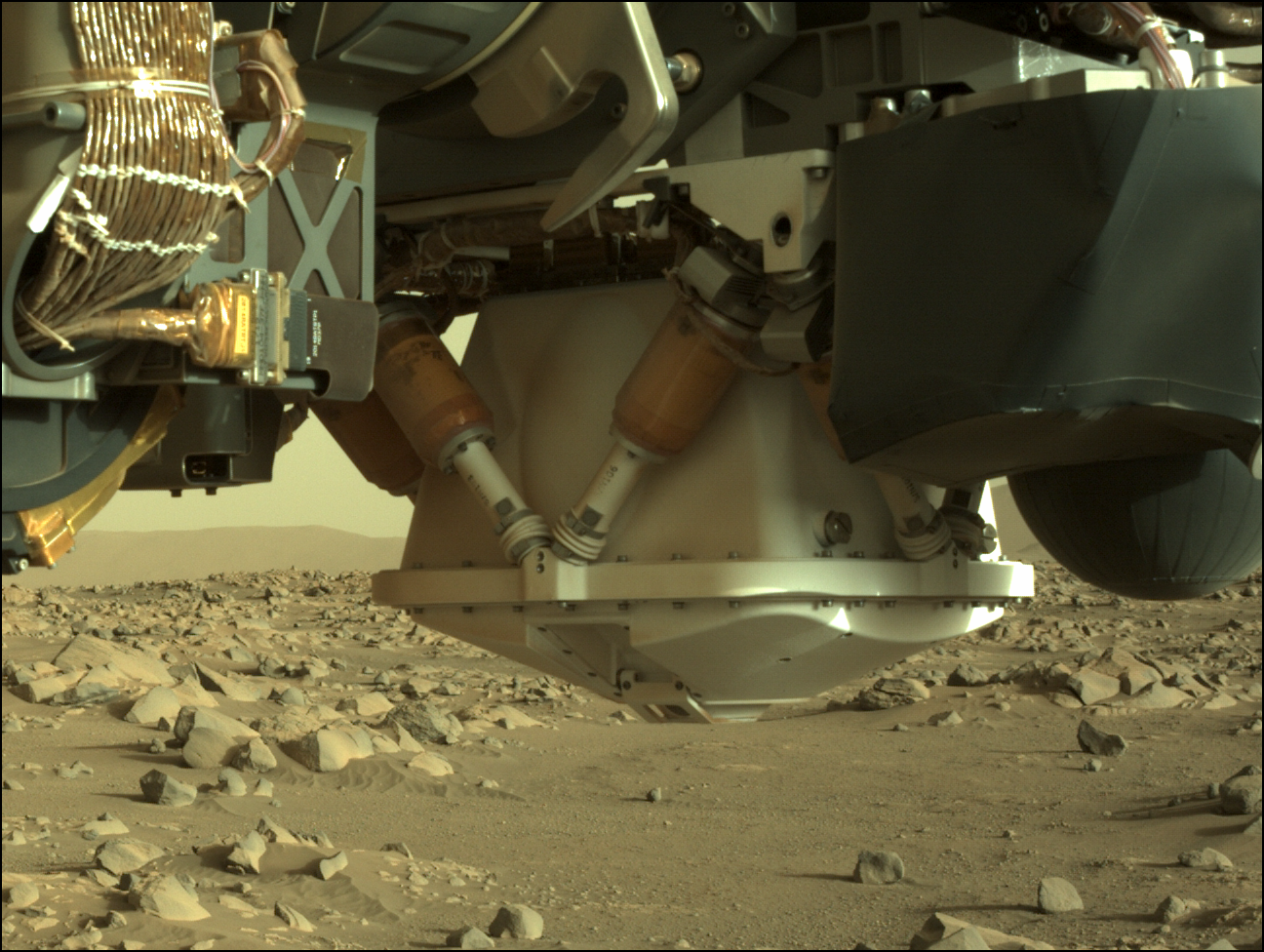
火星でローバーのナビゲーションカメラによって画像化されたPIXL。